# Werkkamp Elfbergen
Het werkkamp Elfbergen voor jonge werklozen werd in 1934 gesticht in een natuurgebied ten noorden van het dorp Oudemirdum in de streek Gaasterland in de Nederlandse provincie Friesland.

## Voorgeschiedenis
Elfbergen was rond 1900 met zijn drie boerderijen de kleinste van de zes buurten die bij Oudemirdum hoorden. Na het uitbreken van de Eerste Wereldoorlog werd de locatie Elfbergen klaar gemaakt voor het interneren van naar Nederland gevluchte Belgische soldaten. In zes houten loodsen konden totaal 600 man worden ondergebracht. Om de verveling tegen te gaan werden er op het terrein sportwedstrijden georganiseerd: hardlopen, verspringen, touwtrekken, voetballen, kaatsen etc. De aanwezigheid van zoveel mensen in dit natuurgebied was niet goed voor het wild. In juni 1915 werd het sportterrein naar Rijs verplaatst en gingen de soldaten naar barakken bij een boerderij in Oudemirdum en naar een voormalige steenbakkerij in Rijs. 
In 1922 werden bij Elfbergen, op het terrein van landbouwer J. Haga, twee kampen gehouden voor doopsgezinde jongens.

## Fries Comité voor werklozenzorg
In het voorjaar van 1934 vroeg het Fries Comité voor werklozenzorg aan de gemeente Gaasterland een kamphuis voor jeugdige werklozen te mogen stichten op het kampeerterrein bij Elfbergen. Gaasterland wilde graag meewerken onder de voorwaarde dat het kamphuis voor jeugd van alle levensovertuigingen toegankelijk zou zijn. Het Fries Comité viel namelijk onder de Centrale voor Werklozenzorg, gesticht door de Raad van Nederlandse Kerken voor praktisch Christendom. Als kamphuis kreeg het Comité het gebouw Het Kompas geschonken. Dit was tussen 1929 en 1933 gebruikt voor protestantse kerkdiensten op het werkeiland Kornwerderzand tijdens de laatste fase van de aanleg van de Afsluitdijk. In de zomer van 1934 werd het daar afgebroken en weer opgebouwd op Elfbergen. De regering stelde voor een schappelijke prijs vijf barakken beschikbaar.

## De eerste werkkampen
Nadat het kamphuis klaar was en de barakken er stonden werden er meteen werkkampen georganiseerd ‘voor iedere jongen, geschoold of ongeschoold, georganiseerd of niet’ tussen 16 en 24 jaar. Het verblijf was voor de jongens gratis en de kosten werden gedekt door giften van particulieren en verenigingen uit Friesland en door een kleine subsidie van het NCC, de National Christian Council.
Voor het soort werk dacht men aan het aanleggen van paden in de bossen, het aanleggen van sportvelden, het timmeren van een fietsenloods en een werkplaats, het schilderen en onderhouden van de gebouwen en het aanleggen en bewerken van een moestuin. 
De eerste werkkampen duurden twee weken. De eerste kampleider was mr. Haselager. In oktober 1935 werd hij opgevolgd door drs. L. H. Bouma, die eerder kampleider was in een soortgelijk werkkamp in Oostvoorne. Naast werk was er ook aandacht voor ontwikkeling en ontspanning. De ochtend werd besteed aan werken, de middag aan excursies, fietstochten en sport terwijl er ’s avonds lezingen werden gehouden en de jongens zelf iets konden voordragen.

## Het plan Westhoff

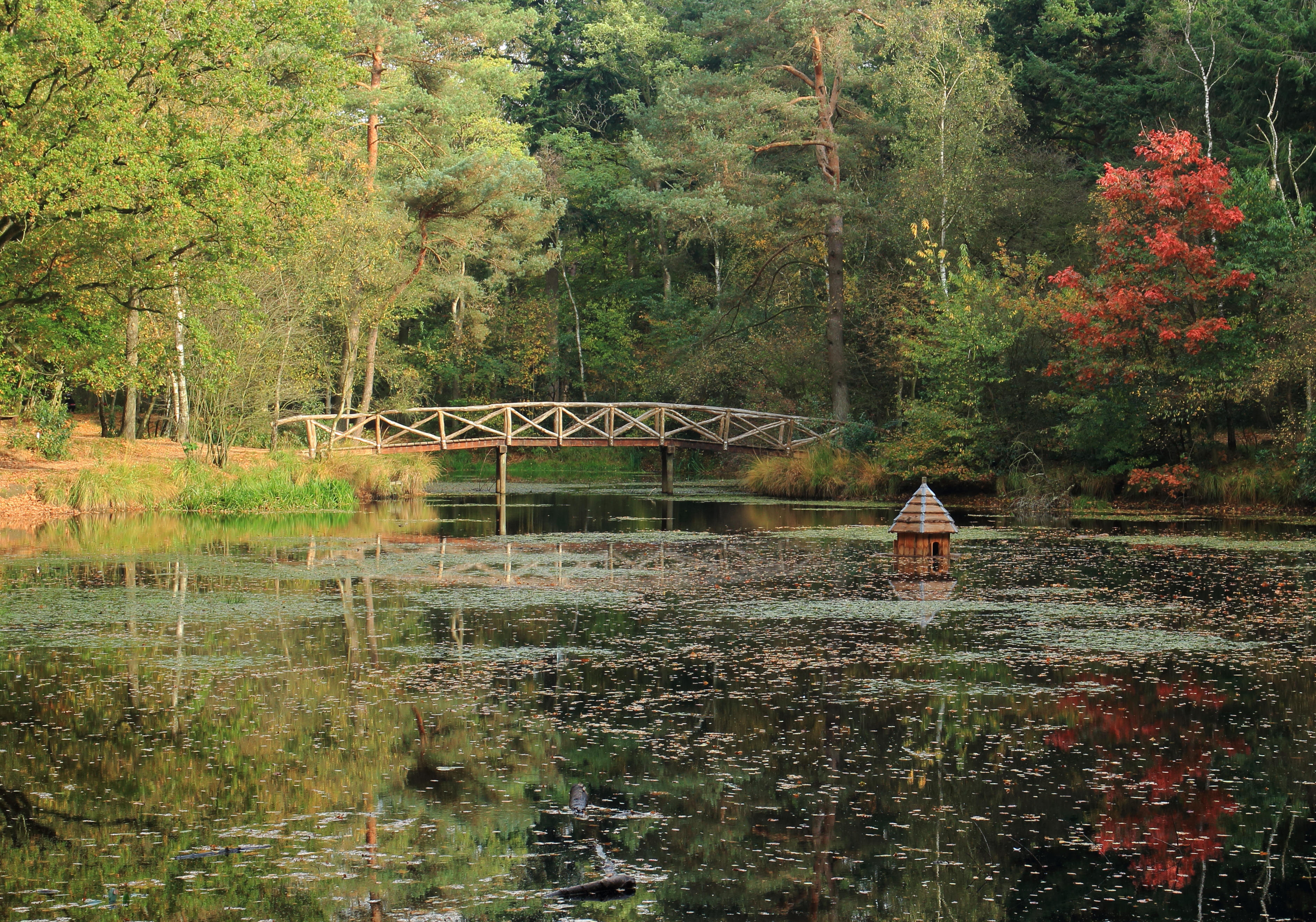
Elfbergen Gaasterland. Brug over de vijver

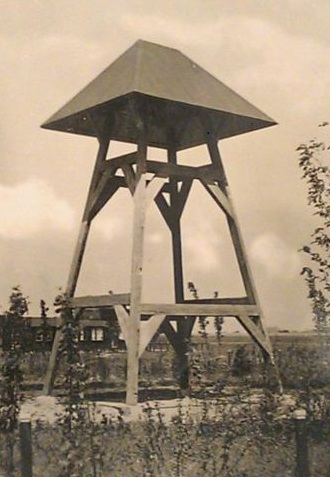
Klokkestoel op het middenterrein, gebouwd door jonge werklozen in 1939

De regering zag in dat de werkkampen voor jonge werklozen nuttig konden zijn en wilde het particulier initiatief wel steunen. Maar dan moest er een grotere nadruk op werken komen te liggen, ten koste van leren en ontspannen. De minister van Sociale Zaken gaf de rijksinspecteur voor de werkverschaffing te Zwolle, ir. J. Th. Westhoff , opdracht een rapport te schrijven over de directe mogelijkheden der werkverschaffing bij de werkloosheidsbestrijding. Zijn belangrijkste aanbevelingen waren dat de kampen voortaan twee maanden zouden gaan duren, dat het werk – 40 uur per week – nuttig moest zijn en dat het onder vakkundige leiding moest worden uitgevoerd. In Elfbergen besloot met tot het graven van een vijver voor de verbetering van de afwatering in het natuurreservaat. De deelnemers kregen voortaan twee gulden per week zakgeld en vijftig cent rijwielvergoeding. Zo nodig konden ze werkkleding en schoenen in bruikleen krijgen. Het eerste werkkamp, op deze leest geschoeid, werd gehouden in september en oktober 1935. In 1936 werd Bouma opgevolgd door Willem Struiksma.

## De vijver
Het eerste lange werkkamp was op 10 september 1935 begonnen aan de vijver en op 27 februari 1937 was hij klaar. Er waren totaal 9000 mandagen aan besteed. De vijver was 110 meter lang en 45 meter breed met een versmalling in het midden waarover een brug was gelegd. De grond was uitgediept tot 2,5 meter en het normale waterpeil bedroeg 1,5 meter. Een deel van de uitgegraven grond was het harde  keileem, dat met houwelen moest worden bewerkt. Door grote regenval en opwellend grondwater stond er al water in de vijver toen hij nog niet op diepte was. Dat water moest met een vijzel handmatig worden weggepompt. De brug over het smalle gedeelte was van rondhout gemaakt en in de leuningen waren de woorden Werkkamp Elfbergen en de jaartallen 1935-1937 aangebracht. Op 13 maart 1937 droeg prof. dr. G. C. Wagenaar, voorzitter van het Fries Comité, de vijver over aan de burgemeester van Gaasterland G.W.C.D. baron thoe Schwarzenberg en Hohenlandberg.

## Ontwikkeling en ontspanning
Met een veertigurige werkweek bleef alleen de avond over voor ontwikkeling en ontspanning. Er was een ruim aanbod van cursussen, waarvan iedereen er verplicht twee moest volgen: algemene ontwikkeling (geschiedenis, aardrijkskunde, lezen, schrijven), bijbelkennis, EHBO, handenarbeid, Friese taal, schaken en dammen. Op ontwikkelingsbijeenkomsten kwamen vragen en antwoorden over religie, politiek en maatschappij aan de orde en meestal leverde die een levendige discussie op. Voor ontspanning speelden de jongens domino en sjoelen en er werden bonte avonden (open podium) georganiseerd. Men hield ook wel improvisatie- en memorisatiewedstrijden.

## Scheppen toekomstmogelijkheden
Het dieptepunt van de jeugdwerkloosheid was in 1938 gepasseerd maar nog steeds hadden veel jongeren geen werk. Na twee nuttige maanden in het werkkamp vielen ze thuis weer terug in nietsdoen. Een vakopleiding zou hun kans op de arbeidsmarkt vergroten. Er bleek behoefte aan knechten te zijn in de melkerij en bij de kust- en Rijnvaart. Voor Elfbergen dacht men aan een halfjaarlijkse cursus, die op de praktijk werd toegespitst, maar wel  met de noodzakelijke theoretische ondergrond. Voor de melkcursus kon de praktijkervaring worden opgedaan bij bedrijven in de omgeving van het werkkamp. De theorielessen in hygiëne etc. werden in het kamp gegeven op zo’n niveau dat de jongens het Zuivelbonddiploma voor melkers konden behalen. 
Voor werkloze schippers en vissers begon men met een voorbereidende cursus voor een baan bij de kust- of Rijnvaart, Het vakonderwijs daarvoor werd gegeven aan de Binnenvaartschool in Lemmer als avondcursus. Ze leerden er de vaktermen, touwsplitsen en –knopen en Engels. Voor de praktijkopleiding voeren ze drie maanden op een schip. In latere cursussen werd nog toegevoegd het leren roeien, zeilen en zwemmen op het Slotermeer.

## Het einde van het werkkamp
Struiksma werd in 1939 opgeroepen voor de mobilisatie en zijn opvolger werd Douwe Tamminga. Op 10 mei 1940, de eerste oorlogsdag, werd het kamp Elfbergen aangewezen als een interneringskamp voor ‘staatsgevaarlijke elementen’: NSB'ers. Alle aanwezige werkloze jongeren werden hals over kop naar huis gestuurd en men begon het kamp af te zetten met prikkeldraad. Nog diezelfde dag kwam het bevel de geïnterneerden over de Afsluitdijk naar Hoorn te brengen, omdat het Duitse leger veel sneller optrok dan was verwacht. De cursussen voor melkers en schippers werden enige tijd na de Nederlandse capitulatie hervat, voor korte tijd, want op 2 mei 1941 werd het laatste diploma van de melkcursus uitgereikt. 
Na de bevrijding bleken de gebouwen van het kamp Elfbergen te zijn afgebroken. In 1965 keerde de naam enigszins terug als Camping Elfbergen.